# Stazione di Mathi
La stazione di Mathi è una stazione ferroviaria della ferrovia Torino-Ceres. Serve il centro abitato di Mathi, nella città metropolitana di Torino.
Precedemente gestita dal Gruppo Torinese Trasporti (GTT), dal 1 gennaio 2024 è gestita da Rete Ferroviaria Italiana (RFI).

## Storia
La stazione fu costruita nel 1876 secondo il progetto dell'ingegner Emanuele Borrella, prendendo spunto, come per Nole e Balangero, dalla stazione di Borgaro

## Strutture e impianti
La stazione presenta un corpo principale a tre piani fuori terra con ala laterale di un piano, tetto a falde con struttura in legno e rivestimento in coppi mentre la struttura dell'edificio è in mattoni; addossata al fabbricato viaggiatori c'è una pensilina a falda unica in acciaio con rivestimento di lamiera.
La stazione ha due binari; altri due binari sono posti su un piazzale per la sosta dei vagoni dismessi e vi è un terzo binario tronco.

## Servizi
La stazione dispone di:
- Biglietteria
- Servizi igienici